# Mangora crescopicta
Mangora crescopicta är en spindelart som beskrevs av Yin et al. 1990. Mangora crescopicta ingår i släktet Mangora och familjen hjulspindlar. Inga underarter finns listade i Catalogue of Life.